# Ceno
Le Ceno est un cours d'eau d'une longueur de 63 km qui coule dans la région de l’Émilie-Romagne, en Italie. Il est un affluent en rive gauche du Taro et coule intégralement dans la province de Parme.

## Parcours
Comme le Taro, le Ceno prend sa source sur le mont Penna, dans l'Apennin ligure sur le côté opposé de la montagne au Taro. Le débit final moyen du Ceno est environ la moitié de celui du Taro, mais peut varier considérablement en fonction de la saison. Sa décharge dépasse parfois 1 000 m3/s.

## Source de la traduction
- (it) Cet article est partiellement ou en totalité issu de l’article de Wikipédia en italien intitulé « Ceno » (voir la liste des auteurs).